# 保罗·盖耶
保罗·盖耶（Paul Guyer，/ˈɡaɪ.ər/，1948年1月13日—）是一名以研究康德与美学而闻名的美国当代哲学家。自2012年以来，他一直担任布朗大学乔纳森·纳尔逊哲学与人文系教授。 

## 教育和职业
盖耶在纽约长岛长大，于1965年从林布鲁克高中（Lynbrook High School）毕业。他于1969年以优异的成绩毕业于哈佛大学，哲学和德语双学位，并随后又在哈佛大学获得了博士学位。他的导师是斯坦利卡维尔（ Stanley Cavell）。  盖耶于1983年以终身教职的身份加入宾夕法尼亚大学，随后升任为哲学教授及FRC Murray人文学科教授。在去宾夕法尼亚大学之前，盖耶于1973年至1983年在匹兹堡大学和伊利诺伊州大学芝加哥分校任教。他还曾是哈佛大学，普林斯顿大学以及密歇根大学的客座教授。 

## 哲学著作
盖耶撰写了九本有关康德（Kant）的书，并将康德的许多作品翻译成英文。在对康德哲学的贡献之外，盖耶还出版了关于哲学史上许多其他人物的著作，包括洛克，休谟 ，黑格尔，叔本华等。盖尔的《康德对知识的主张》（Kant and The Claims of Knowledge）（剑桥大学出版社）被广泛认为是康德哲学中最重要的著作之一。
他的其他专业领域包括哲学和美学史。他的三卷本著作《现代美学史》由剑桥大学出版社于2014年2月出版。 盖尔在2011-13年担任美国美学学会主席。 盖耶还在2011-12年度担任美国哲学协会东部分会主席。